# Шоттсуру

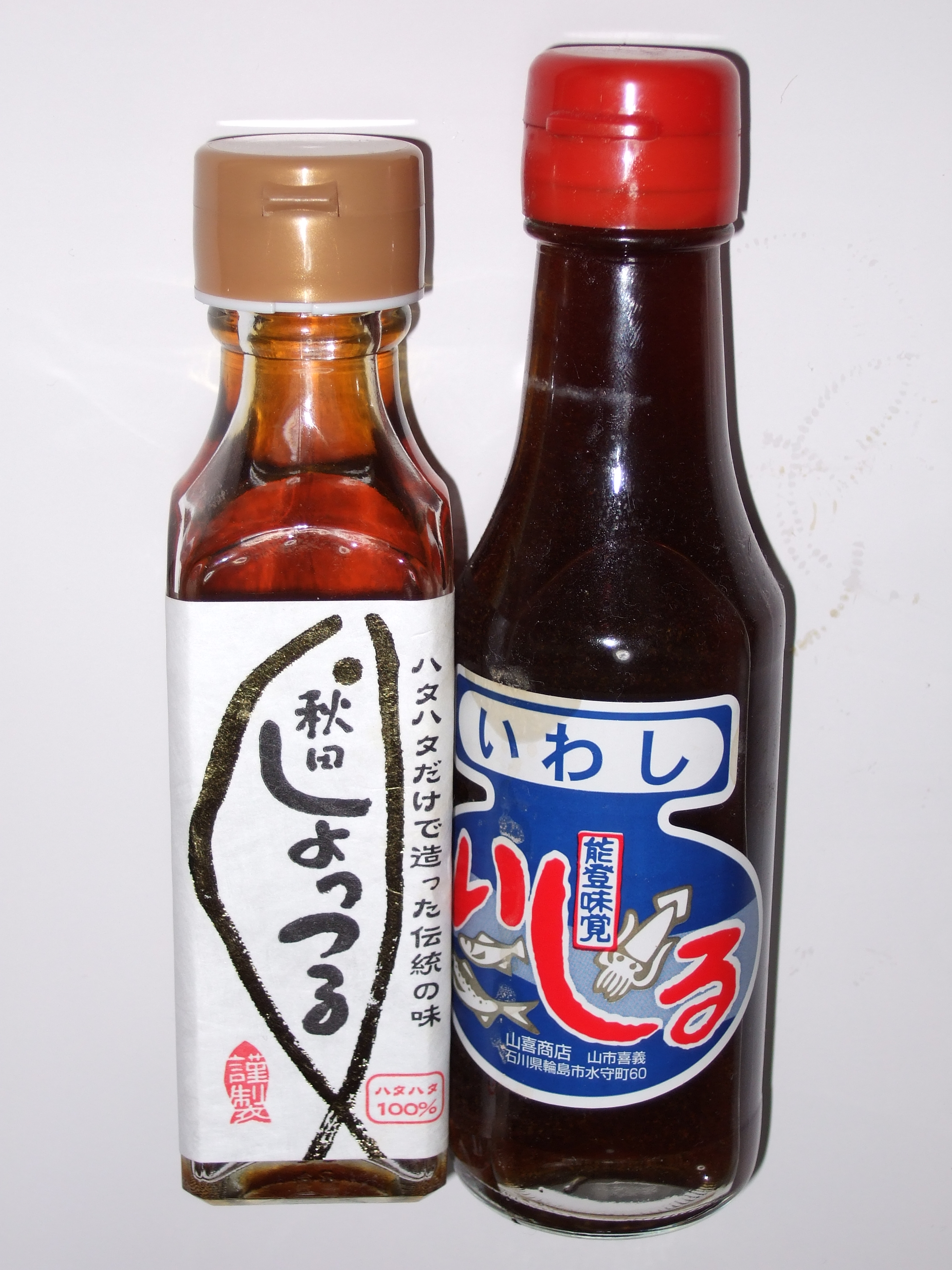
«Акіта шотцуру» з хатахати (ліворуч). Інша пляшка — ішіру, зроблена із сардин

Шоттсуру (яп. 塩魚汁) — гострий регіональний японський рибний соус, схожий на тайський нам пла. Автентична версія виготовляється з риби, відомої як хатахата (Arctoscopus japonicus або піщана риба- вітрильник), її виробництво пов'язане з регіоном Акіта.